# Schloss Moosdorf
Das Schloss Moosdorf liegt in dem Gemeindeteil Moosdorf der Gemeinde Aiterhofen im Landkreis Straubing-Bogen in Niederbayern (Moosdorf 4). Es ist unter der Aktennummer D-2-78-113-14 als Baudenkmal verzeichnet. Die Anlage wird ferner als Bodendenkmal unter der Aktennummer D-2-7141-0132 mit der Beschreibung „untertägige mittelalterliche und frühneuzeitliche Befunde und Funde im Bereich des ehem. Hofmarkschlosses Moosdorf mit abgegangenem Turmhügel, Wassergraben, Gartenanlagen und einstmaligen Wirtschaftsgebäuden“ geführt.

## Geschichte
Um 1160–1190 wurde ein „Reinolt von Mosedorf“ in einer Urkunde des Klosters Mallersdorf erwähnt. 1190 trat Rupert von Mostorf in der Umgebung des Bogener Grafen Berthold auf, vermutlich war er ein Ministeriale der Bogener. In der zweiten Hälfte des 13. Jahrhunderts kam dieses Geschlecht mit Heinrich von Moosdorf in das Amt eines magister curiae des bayerischen Herzogs ein. Zusammen mit Otto von Straubing trat er des Öfteren als Gewährs- und Schiedsmann bei Auseinandersetzungen der Herzöge Ludwig und Heinrich auf. Er war auch Hofmeister und Ratgeber von Herzog Heinrich. Der letzte der urkundlich genannten Moosdorfer war „Fridrich von Mosdorf“ (1320).
Auf die Moosdorfer folgten 1288 die Lamp. 1366 wurde ein „Ulrich der Lamp“ genannt. 1368 und 1373 erschien ein Hartweig der Lamp. Anfang des 15. Jahrhunderts saßenen dort die Waller. „Peter der Wallaer“ wurde 1413 und 1421 erwähnt. In der ersten Landtafel steht ein „Oswalt Waller“. Dann folgten Georg Gareis von Bayerbach, Hanns Elssenpeckh (ca. 1510), die Jung, Ulrich von Nußtorf zu Peuerbach und Hannes Gswind zu Mosdorf.
Moosdorf wird abwechselnd als Hofmark oder als Sitz bezeichnet. Die Hofmark hatte als erster Sebastian Helmberger inne (Landtafel von 1557), sein Sohn Hans Bernhardt folgte ihm in dieser Funktion. Nach 1618 besaß er die Jurisdiktion für den Sitz und zwei dazugehörende Höfe, da er nicht der Landesfreiheit fähig war. Auf ihn folgte Adam Ferdinand Helmberger († 1657). 1661 erwarb der kurfürstliche Regierungsrat zu Straubing Christoph Zehentner die Hofmark und führte den Titel Freiherr von und zu Moosdorf. Bis zum Ende des 17. Jahrhunderts blieben dort die Zehentner ansässig. Dann folgte ein schneller Besitzerwechsel:
- Anna Elisabeth von Schöllnach (1721)
- Josef Freiherr von Pelkoven (1723)
- Joseph Christoph von Verger (ab 1724)
- Maximilian Freiherr von Verger von und zu Moosdorf (1740)[1]
- Joseph Maria Freiherr von Weich (1788)
- Andre Neumaier (1802)

Unter Andre Neumaier wurde der Besitz „zertrümmert“. Das Schloss wurde von dem königlichen Appelationsgerichtsassessor Georg Spahn erworben. Dieser verkaufte es schließlich an den Bauern Zirngibl.

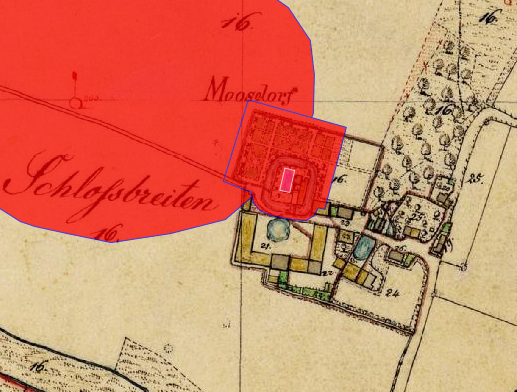
Lageplan von Schloss Moosdorf auf dem Urkataster von Bayern

## Schloss Mossdorf heute
Errichtet wurde das Schloss im Jahr 1671. Ein Ausbau erfolgte im späten 18. Jahrhundert. Vorhanden ist nur ein Rest der ehemaligen Zweiflügelanlage. Zum nahe gelegenen Schloss Schambach bestand angeblich eine unterirdische Gangverbindung über eine Entfernung von etwa vier Kilometern. Der Gang ist aber nicht passierbar und hat vermutlich nie bestanden.
Das Anwesen befindet sich in Privatbesitz; dort wird heute eine Zahnarztpraxis betrieben.